# Woroszyłówka
Woroszyłówka – wieś na Podolu, w rejonie tywrowskim obwodu winnickiego.
W czasach I Rzeczypospolitej wieś leżała w województwie bracławskim w prowincji małopolskiej Korony Królestwa Polskiego. Odpadła od Polski w wyniku II rozbioru. Pod zaborami należała do gminy Brahiłów w powiecie winnickim guberni podolskiej.